# 대한민국의 정전 목록
다음은 대한민국에서 일어난 대규모 정전 사고 목록이다.
| 시기        | 대상                                       | 원인                                   | 피해내용                                          | 관련문서                            |
| ----------- | ------------------------------------------ | -------------------------------------- | ------------------------------------------------- | ----------------------------------- |
| 2006년 4월  | 제주도 전역                                | 해저케이블 고장                        | 2시간 30분간 전력공급 중단, 25만여 가구 정전 피해 | 제주 대규모 정전 사태               |
| 2011년 1월  | 여수국가산업단지                           | 시설노후로 인한 기기 오동작            | 23분간 중단, 707억원 재산피해                     |                                     |
| 2011년 9월  | 전국                                       | 무더위로 인한 일시적 수요 급증         | 162만 호 전력공급 중단                            | 9·15 대한민국 대규모 정전 사건      |
| 2011년 12월 | 용현산업단지                               | 시설노후                               | 14개 업체에 16~41분간 중단, 총 330억원 재산피해   |                                     |
| 2012년 2월  | 고리1호기                                  | 외부 전원 공급 단절                    | 12분간 원자로 잔열제거 계통 가동 중단             | 고리 원전 1호기 전원 완전 상실 사고 |
| 2012년 6월  | 분당선                                     | 장비 이상                              | 30분 간 운행 중단                                 |                                     |
| 2012년 6월  | 삼성전자 탕정공장                          | 한국전력 신탕정변전소 선로작업 중 실수 | 10분 간 생산라인 중단, 수백억원대 피해(추정)      |                                     |
| 2017년 6월  | 서울 구로구, 금천구, 관악구, 경기도 광명시 | 변전소 설비 고장                       | 19만 가구 정전 피해                               | 서울 서남부 대규모 정전 사태        |
| 2023년 12월 | 울산 남구, 울주군                          | 변전소 작업 절차 미준수                | 약 2시간 전력공급 중단, 15만여 세대 정전 피해     | 울산 대규모 정전 사태               |